# Agía Triáda (ort i Grekland, Thessalien)
Agía Triáda är en ort i Grekland.   Den ligger i prefekturen Nomós Kardhítsas och regionen Thessalien, i den centrala delen av landet, 230 km nordväst om huvudstaden Aten. Agía Triáda ligger 94 meter över havet och antalet invånare är 1 030.
Terrängen runt Agía Triáda är platt.Runt Agía Triáda är det tätbefolkat, med 257 invånare per kvadratkilometer. Närmaste större samhälle är Karditsa, 11,1 km söder om Agía Triáda. Trakten runt Agía Triáda består till största delen av jordbruksmark.